# Lady Sovereign
Lady Sovereign, właśc. Louise Amanda Harman (ur. 19 grudnia 1985 w Wembley) – angielska MC.

## Życiorys
Jej matką jest Lynette Parsons, a ojcem Aden Harman. Ma również dwoje rodzeństwa − starszą siostrę Chloe i młodszego brata Richiego.
W dzieciństwie trenowała piłkę nożną, jednak poważna kontuzja w szkole średniej pozbawiła ją możliwości dalszego grania. W wieku czternastu lat zaczęła pisać rapowe utwory i umieszczała je w Internecie, na forum fanów brytyjskiej grupy So Solid Crew. Dzięki temu poznała DJ-a Frampstera, z którym wkrótce zaczęła współpracować. Dwa lata później wyrzucono ją ze szkoły. Wzięła udział w serialu opowiadającym o młodych MC, dzięki czemu zainteresował się nią londyński producent Medasyn. Jej debiutancki album Public Warning wydała hip-hopowa wytwórnia Def Jam Recordings.
Drugi album raperki, Jigsaw, został wydany w kwietniu 2009 przez wytwórnię Midget Records.
Na początku 2010 wzięła udział w siódmej z kolei brytyjskiej edycji reality show Celebrity Big Brother, w którym uczestniczą gwiazdy show-biznesu. Została wyeliminowana po dwóch tygodniach, w klasyfikacji ogólnej uplasowała się na dziesiątym miejscu. W trakcie programu wyznała, że ma za sobą związki lesbijskie.

## Dyskografia

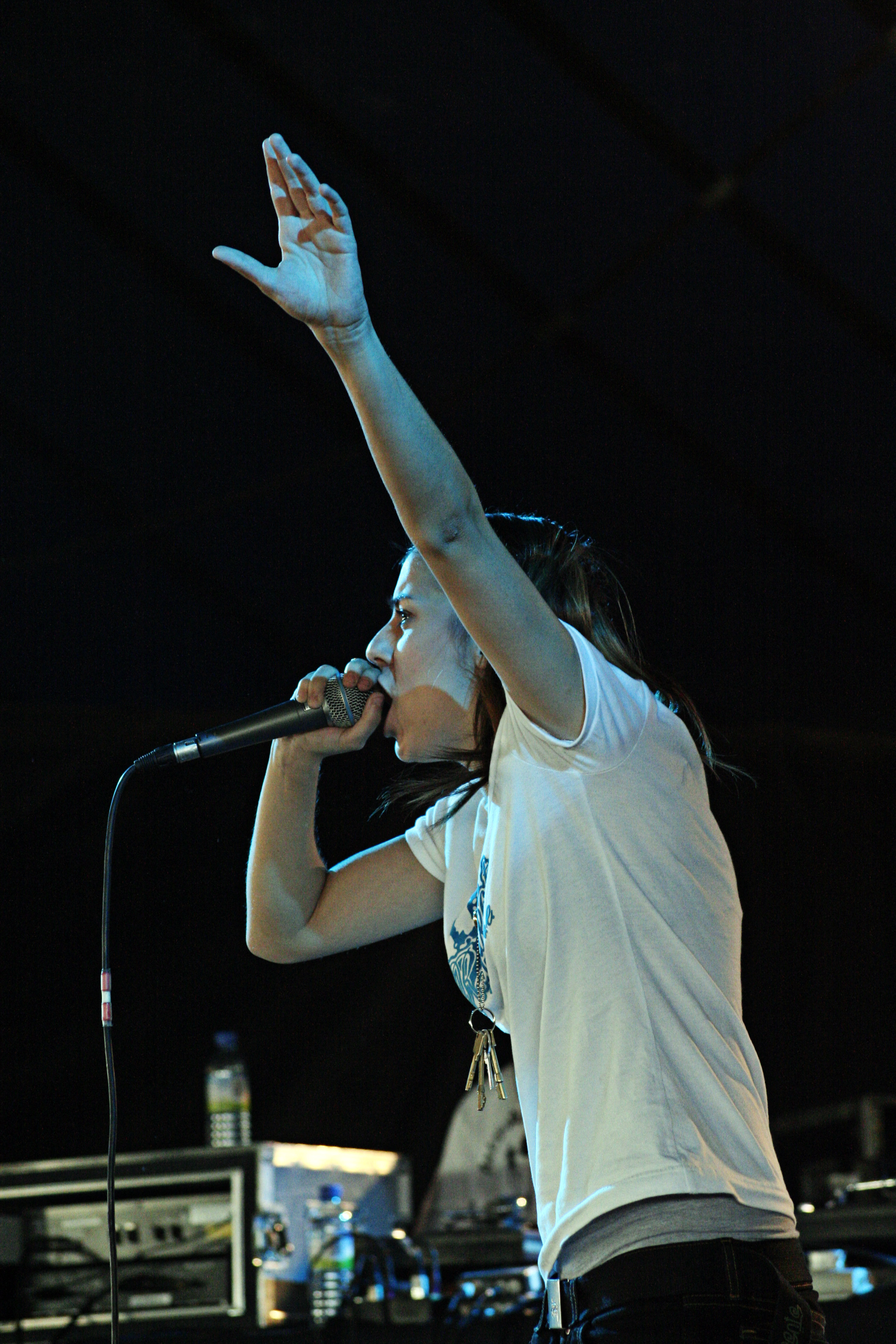
Lady Sovereign podczas Reading Festival 2006.

### Albumy studyjne
| Rok                         | Dane dot. albumu                                                                                             | Najwyższe pozycje na liście | Najwyższe pozycje na liście |
| Rok                         | Dane dot. albumu                                                                                             | GBR                         | JPN                         |
| --------------------------- | --- | --------------------------- | --------------------------- |
| 2006                        | Public Warning - Wydany: 31 października 2006 - Wytwórnia: Def Jam Recordings - Format: CD, digital download | 58                          | 212                         |
| 2009                        | Jigsaw - Wydany: 6 kwietnia 2009 - Wytwórnia: Mitget Records - Format: CD, digital download                  | –                           | –                           |
| „–” album nie był notowany. | |                             |                             |

### EP
| Rok  | Dane dot. albumu                                                                                                   |
| ---- | --- |
| 2005 | Vertically Challenged - Wydany: 15 listopada 2005 - Wytwórnia: Chocolate Industries - Format: CD, digital download |
| 2006 | Blah Blah - Wydany: 17 kwietnia 2006 - Wytwórnia: Def Jam Recordings - Format: CD, digital download                |
| 2006 | Size Don’t Matter! - Wydany: lipiec 2006 - Wytwórnia: Chocolate Industries - Format: CD, digital download          |
| 2009 | Jig-Raw! - Wydany: 2009 - Wytwórnia: Midget Records - Format: CD, digital download                                 |

### Single
| Rok                          | Tytuł                   | Najwyższe pozycje na liście | Najwyższe pozycje na liście | Najwyższe pozycje na liście | Najwyższe pozycje na liście | Najwyższe pozycje na liście | Album                                                   |
| Rok                          | Tytuł                   | GBR                         | DNK                         | AUS                         | FIN                         | DEU                         | Album                                                   |
| ---------------------------- | ----------------------- | --------------------------- | --------------------------- | --------------------------- | --------------------------- | --------------------------- | ------------------------------------------------------- |
| 2004                         | „Ch Ching (Cheque 1 2)” | –                           | –                           | –                           | –                           | –                           | –                                                       |
| 2004                         | „A Little Bit Of Shhh!” | –                           | –                           | –                           | –                           | –                           | –                                                       |
| 2005                         | „Random”                | 73                          | –                           | –                           | –                           | –                           | Public Warning                                          |
| 2005                         | „9 to 5”                | 33                          | –                           | –                           | –                           | –                           | Public Warning                                          |
| 2005                         | „Hoodie”                | 44                          | –                           | –                           | –                           | –                           | Public Warning                                          |
| 2006                         | „Nine2Five”             | 6                           | –                           | –                           | –                           | –                           | How to Get Everything You Ever Wanted in Ten Easy Steps |
| 2006                         | „Love Me or Hate Me”    | 26                          | 24                          | 48                          | 10                          | 65                          | Public Warning                                          |
| 2007                         | „Those Were the Days”   | –                           | –                           | –                           | –                           | –                           | Public Warning                                          |
| 2008                         | „I Got You Dancing”     | –                           | 38                          | –                           | –                           | –                           | Jigsaw                                                  |
| 2009                         | „So Human”              | 38                          | 26                          | 36                          | –                           | –                           | Jigsaw                                                  |
| „–” singel nie był notowany. |                         |                             |                             |                             |                             |                             |                                                         |